# Gualcince
Gualcince è un comune dell'Honduras facente parte del dipartimento di Lempira.
Il comune risultava già come entità indipendente nella divisione amministrativa del 1889.